# Giuseppe Plura il Giovane
Giuseppe Plura il Giovane (in inglese: Joseph Plura the Younger; 1753) è stato uno scultore inglese di discendenza italiana, attivo in Gran Bretagna tra il 1777 e il 1786.

## Biografia
Faceva parte di una famiglia di scultori: suo padre, Giovanni Battista, ed il nonno paterno, Carlo Giuseppe Plura, erano entrambi scultori. Amico di Giuseppe Baretti, che lo raccomandò in diverse occasioni presso i suoi amici, più che altro per trovargli una sistemazione adeguata durante alcuni viaggi dell'artista in Italia, partecipò alle esibizioni annuali della Royal Academy di Londra nel 1780 e nel 1782. Al momento si conoscono soltanto due opere superstiti: un autoritratto in cera conservato al Victoria and Albert Museum di Londra, ed un ritratto di profilo di Giuseppe Baretti, in collezione del Museo Accorsi-Ometto di Torino. Plura abitava nel 1782 in Londra al numero 11 di Broad Street, Soho.